# Pål Børnick
Pål Børnick (3 de noviembre de 1955) es un deportista noruego que compitió en remo. Ganó tres medallas en el Campeonato Mundial de Remo entre los años 1976 y 1979.

## Palmarés internacional
| Campeonato Mundial | Campeonato Mundial     | Campeonato Mundial | Campeonato Mundial        |
| Año                | Lugar                  | Medalla            | Prueba                    |
| ------------------ | ---------------------- | ------------------ | ------------------------- |
| 1976               | Villach (Austria)      | Medalla de plata   | Cuatro sin timonel ligero |
| 1978               | Copenhague (Dinamarca) | Medalla de oro     | Doble scull ligero        |
| 1979               | Bled (Yugoslavia)      | Medalla de oro     | Doble scull ligero        |